# Anhydritestrich
Der Anhydritestrich (AE) oder Calciumsulfatestrich (CA) ist eine Estrichart und besteht aus Anhydritbinder, Gesteinskörnung (bis zu einer Korngröße von 8 mm) und Zugabewasser. Wegen der vollständig hydratisierten Kristallstruktur des Calciumsulfats im fertig erhärteten Estrich wird Calciumsulfatestrich auch Gipsestrich genannt. Um die Verarbeitung zu verbessern, können entsprechende Zusätze enthalten sein. Der Anhydritestrich kann etwa zwei Tage nach dem Einbau begangen und frühestens nach fünf Tagen geringfügig belastet werden. Er darf keiner dauerhaften Feuchtigkeitsbelastung ausgesetzt werden, daher eignet sich dieser Estrich besonders für Trockenbereiche in einem Gebäude. Gegenüber Zementestrich besitzt der Anhydritestrich eine geringere Festigkeit und darf entsprechend weniger stark belastet werden.
Eine Weiterentwicklung stellt der Anhydritfließestrich (AFE) dar. Dieser nivelliert sich aufgrund der flüssigen Konsistenz selbst. Zudem kann infolge geringerer Spannung beim Trocknungsvorgang auch auf Flächen bis zu 1.000 m² (wenn keine Fußbodenheizung eingebaut wurde) auf zusätzliche Dehnungsfugen verzichtet werden.
Hauptbestandteil ist als Bindemittel Anhydrit, der mit Wasser relativ schnell zu Gips (Calciumsulfat-Dihydrat) hydratisiert und sich dabei verfestigt. In der Regel wird synthetischer Anhydrit verwendet, der durch Brennen von Gips (z. B. REA-Gips aus der Rauchgasreinigung in Kraftwerken) gewonnen wird. Seltener wird auch mineralischer (körniger) Naturanhydrit eingesetzt. Als Gesteinskörnung werden Kalkstein und Quarzsand verwendet.

## Verarbeitung
Der AE-Fließestrich wird entweder trocken auf der Baustelle angeliefert (als Sackware oder lose in einem Silo/Container) und in einer normalen Putzmaschine, welche kontinuierlich arbeitet, durch Wasserzugabe in seiner Konsistenz pumpfähig und mittels Schläuchen zur Einbaufläche gepumpt, oder fertig im Fahrmischer angeliefert und mit einer am Fahrzeug oder separat beigestellten Schnecken- oder Kolbenpumpe zügig eingebaut. Durch diese flüssige Konsistenz kann die Nivellierung des Fließestrichs nahezu von selbst erfolgen. Nach dem Einpumpen wird der Estrich mit einem groben Straßenbesen oder mit einer so genannten Rakel (Schwabbelstange) durchgeschlagen (im Kreuzgang), um beim Einpumpen eingeschlossene Luftblasen zu entfernen. Die Oberfläche wird dadurch waagerecht und eben hergestellt. Je länger die Schwabbelstange ist, umso größer wird die Genauigkeit und Ebenheit der fertigen Estrichfläche. Da diese bereits werkseitig hergestellte Mischung nur noch mit Wasser gemischt wird, sind entsprechende Maschinen in der Lage, hohe Misch- und Förderleistungen zu erzielen. Bei großflächigen Verlegungen, beispielsweise in Industriehallen, sind daher gegossene Flächen von 1.300 m² bis zu 1.500 m² an einem Tag möglich.
Eingebaut werden kann AE-Fließestrich als so genannter Verbundestrich, Estrich auf Trennschicht und Estrich auf einer zusätzlichen Dämmschicht (auch als schwimmender Estrich bezeichnet), als Industrie- und Installationsboden, sowie als Heizestrich bei Fußbodenheizungen. Bei der Untergrundvorbereitung ist zu beachten, dass dieser aufgrund seiner flüssigen Konsistenz durch ungesicherte bzw. unbedeckte Öffnungen wegfließen und auf Dämmschichten oder bei mangelnder Entkoppelung von Wänden oder Pfeilern Schallbrücken bilden kann. Der AE-Fließestrich ist selbstverdichtend, so dass keine Verdichtungsarbeiten durch den Verarbeiter notwendig sind. Aufgrund seiner Bestandteile erhält er sehr hohe Biege- und Zugfestigkeitswerte. AE-Fließestrich auf Basis von Calciumsulfat weist geringe Schwindwerte bei Erhärtung und Trocknung auf und kann daher in Flächen zeitsparend, weil in einem durchgehenden Arbeitsgang großflächig eingebracht werden. Das beim Zementestrich übliche Aufschüsseln (durch ungleichmäßiges Schwinden entstehende, hochstehende Ränder) in den Eck- und Randbereichen und der Abriss der Randfugen (bei der späteren Nutzung und durch Beendigung des Schwindvorgangs) sind bei AE-Fließestrich nicht zu beobachten. Die Fugenausbildungen bei Estrichen sind in der DIN 18560, Teil 2, geregelt und gelten auch für AE-Fließestrich.

## Einbau als Heizestrich

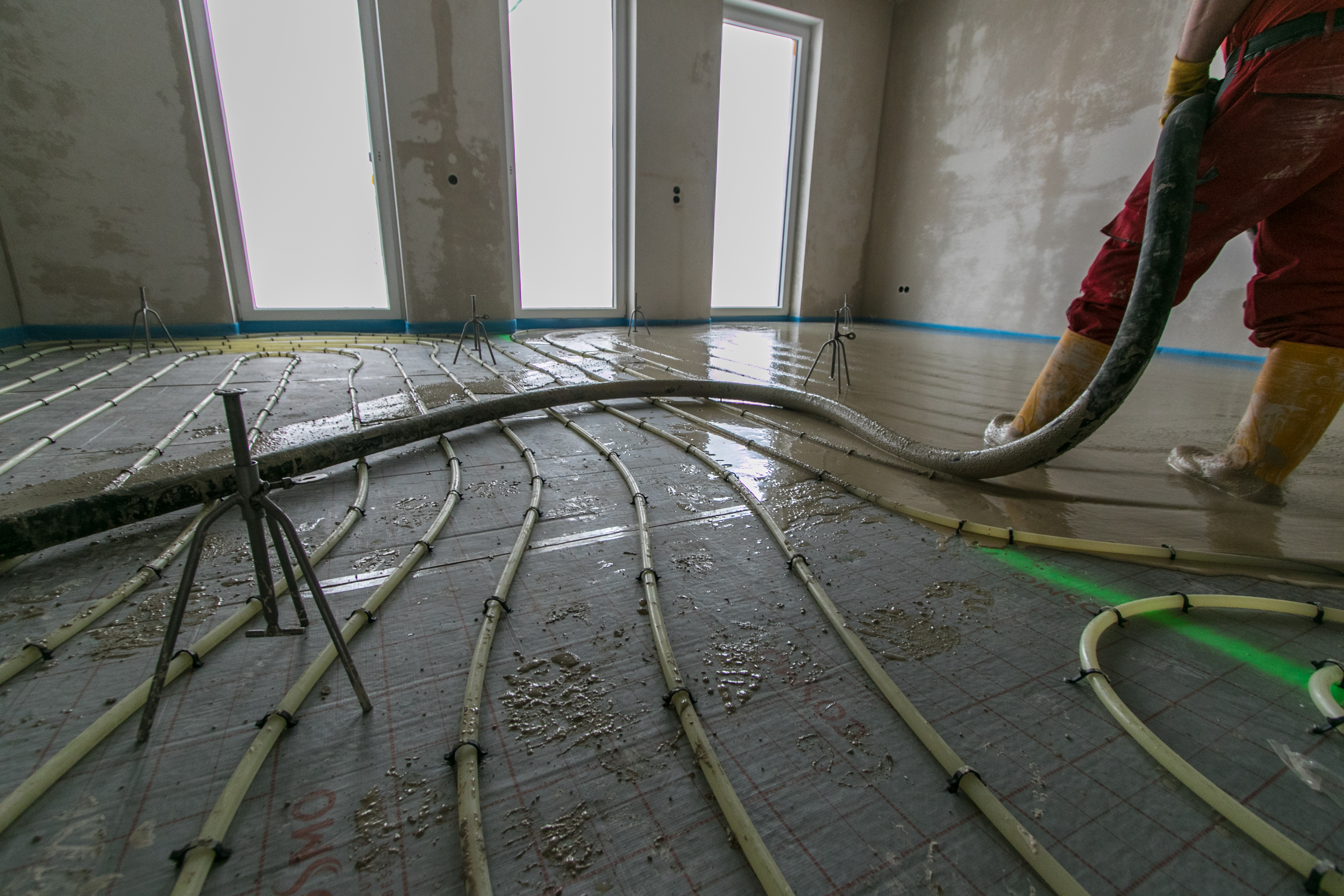
Einbau von Anhydritestrich als schwimmender Estrich mit Fußbodenheizung

Bei Heizestrichen sind Dehnungsfugen notwendig, wenn die Seitenlänge der Estrichfläche mehr als 6 m beträgt. Außerdem sind Bewegungsfugen in Türdurchgängen bei mehreren hintereinander angeordneten Räumen innerhalb einer Wohnung notwendig. Seine besonderen Vorteile bietet der Fließestrich bei der Verlegung auf Fußbodenheizungen. Ein dichter Anschluss an die Heizrohre und die hohe Wärmeleitfähigkeit, die über den in der DIN 4108 für Zementestrich geltenden Werten für die Wärmeleitfähigkeit liegen, gewährleisten eine ungehinderte und gleichmäßige  Wärmeabgabe vom Heizschlauch o. Ä. zur Raumumgebungsluft. Durch seine geringere Stärke von nur 40 bis 45 mm über dem Heizungsschlauch hat dieser Estrich eine kurze Aufheizzeit.
Beim Verwenden als Heizestrich wird dieser sieben Tage nach dem Einbau aufgeheizt, um die natürlichen Austrocknungszeiten zu verkürzen, was dann den Baufortschritt entscheidend beschleunigt.
Der Heizestrich wird auch immer mehr als Decorboden verwendet. Wenn der Estrich ausgetrocknet ist, wird er bis auf die Körnung geschliffen und dann transparent versiegelt.
Der CAF kann auch in verschiedenen Farben eingebracht werden und mit unterschiedlich vielen % an Pigmenten, dadurch entsteht eine breite Palette an Möglichkeiten.

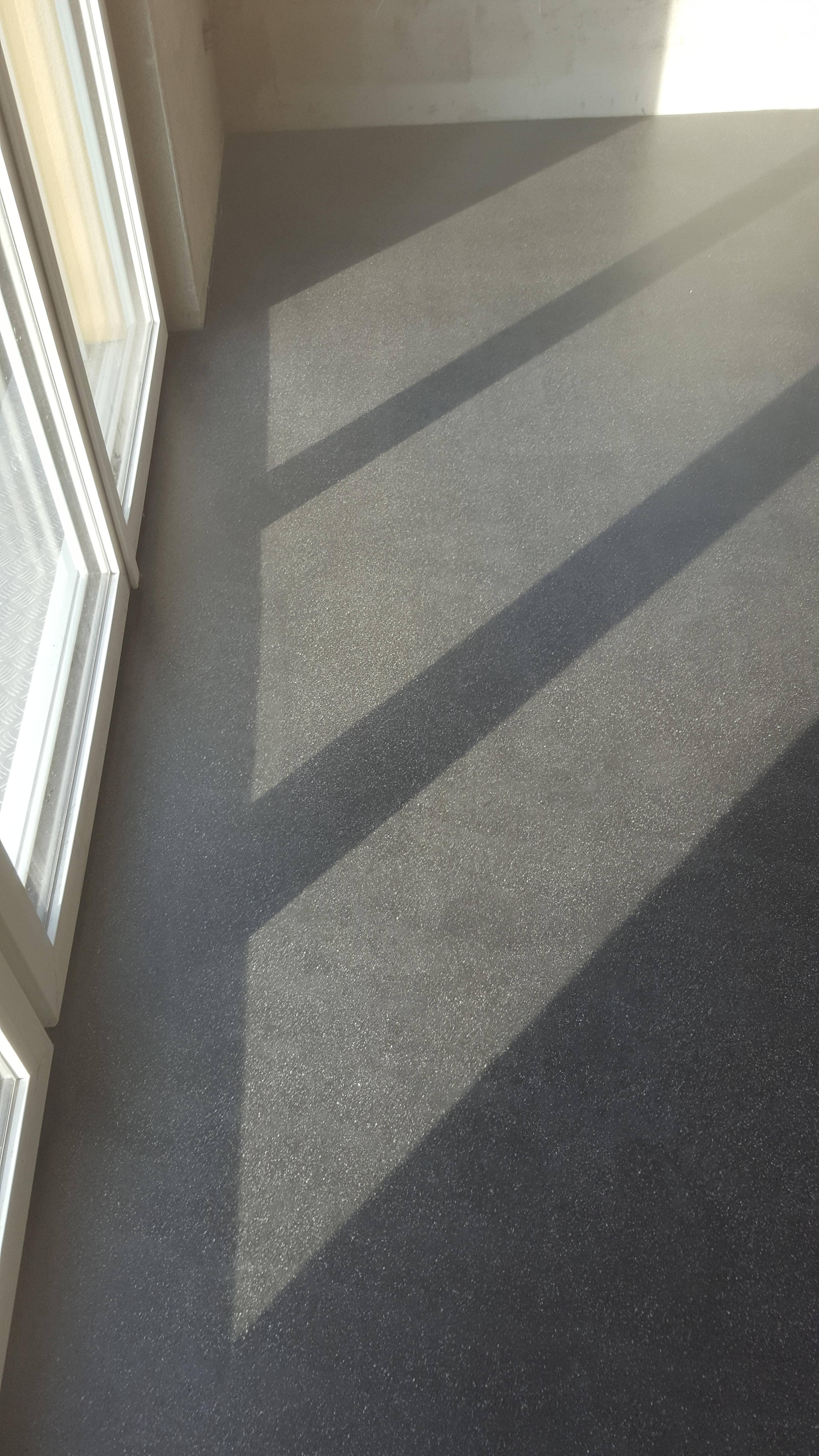
Anhydritestrich als Decorboden

## Bautechnik und Verarbeitungshinweise
AE-Fließestrich wird nach den Vorgaben der DIN 18560 und in den Festigkeitsklassen AE 12, 20, 30 oder 40 hergestellt. Entsprechend der zu erwartenden Verkehrslast gemäß DIN 1055 und der Art der Fußbodenkonstruktion wird eine Nennstärke zwischen 35 und über 90 mm eingebaut.
Anhydritestrich ist aufgrund seiner chemischen Zusammensetzung stark saugfähig und daher muss die zu belegende Oberfläche (wie etwa durch Fliesen) vollflächig grundiert werden. Die sich auf der Oberfläche bildende Sinterschicht muss vor dieser Grundierung entfernt werden (beispielsweise durch Schleifen).
Bei der Verarbeitung des AE-Fließestrich sind Vorsichtsmaßnahmen (Handschuhe, Atemschutz) wegen der ätzenden Eigenschaften des trockenen Produkts notwendig. Das flüssige Material und der abgebundene Estrich stellen aber keine Schadstoffquelle mehr dar. Bei der Verwendung von synthetischen Zusatzstoffen ist allerdings auch eine spätere Ausgasung von Rest- oder Hilfsstoffen nicht auszuschließen.

## Außenbereich und Feuchträume
Aufgrund seiner Empfindlichkeit gegenüber dauerhafter Feuchtigkeitseinwirkung, ist ein Einsatz im Außenbereich, aber auch in nicht weiter abgedichteten Nass- und Feuchträumen grundsätzlich ausgeschlossen. Nach dem ZDB-Merkblatt „Hinweise für die Ausführung von flüssig zu verarbeitenden Verbundabdichtungen mit Bekleidungen und Belägen aus Fliesen und Platten für den Innen- und Außenbereich“ (Januar 2010) gilt allgemein, dass bei Flächen mit Bodenablauf keine feuchtigkeitsempfindlichen Untergründe eingesetzt werden dürfen.
In Bädern oder Feuchträumen von Wohnungsbauten muss die Estrichoberfläche abgedichtet werden (beispielsweise durch Fliesenaufbau mit Abdichtungen im Verbund), so dass auftretende Oberflächenfeuchte nicht in den Estrich eindringen kann. Ebenso müssen Estriche gegen Bodenfeuchtigkeit, nichtdrückendes und drückendes Wasser abgedichtet werden (Bitumendichtungsbahn).
Anhydrite sind typische Schnellbinder, was aber nur bei optimalen klimatischen Bedingungen zutrifft (nicht zu kalt, trockene Luft). In Bereichen, in denen mit Dampfdiffusion oder auch Feuchtigkeit zu rechnen ist, muss zwingend eine Dampfsperre eingebaut werden. Dampfdiffusion oder Feuchtigkeit führt dann zu Schäden, wenn z. B. aufgrund der heutzutage üblichen kurzen Bauzeiten die Betondecke nicht ausreichend trocken ist und das überschüssige und austretende Wasser in Ermangelung einer Dampfbremse zum Estrich gelangt. Derartige Schäden treten vorwiegend in Verbindung mit dampfdichten Belägen wie PVC, Linoleum, Gummi oder Teppichbelägen mit dichten Rückenausrüstungen auf, wenn diese vor vollständiger Austrocknung des Bauteils verlegt wurden.

## Normen und Standards
- DIN EN 13813 – Estrichmörtel, Estrichmassen und Estriche – Estrichmörtel und Estrichmassen – Eigenschaften und Anforderungen
- DIN 18353 – Estricharbeiten
- DIN 18560 – Estriche im Bauwesen